# Demofonte (figlio di Teseo)
Demofonte (in greco antico: Δημοφῶν?, Dēmophôn) è un personaggio della mitologia greca, il dodicesimo re di Atene figlio di Teseo e Fedra, oppure di Teseo ed Arianna.

Fratello di Acamante, con cui è confuso molto spesso.

## Mitologia
Nell'Epitome di Apollodoro è descritto il viaggio a Troia di Demofonte con il fratello Acamante per liberare la nonna Etra, che, fatta prigioniera dai Dioscuri, era diventata schiava di Elena. Demofonte per liberarla si rivolse direttamente ad Agamennone, che, ottenuto il consenso di Elena, gliela consegnò.
A Troia, secondo Plutarco, Demofonte avrebbe amato Laodice, figlia di Priamo, dalla quale avrebbe avuto un figlio, Munico o Munito, figlio che però fu attribuito ad Acamante.

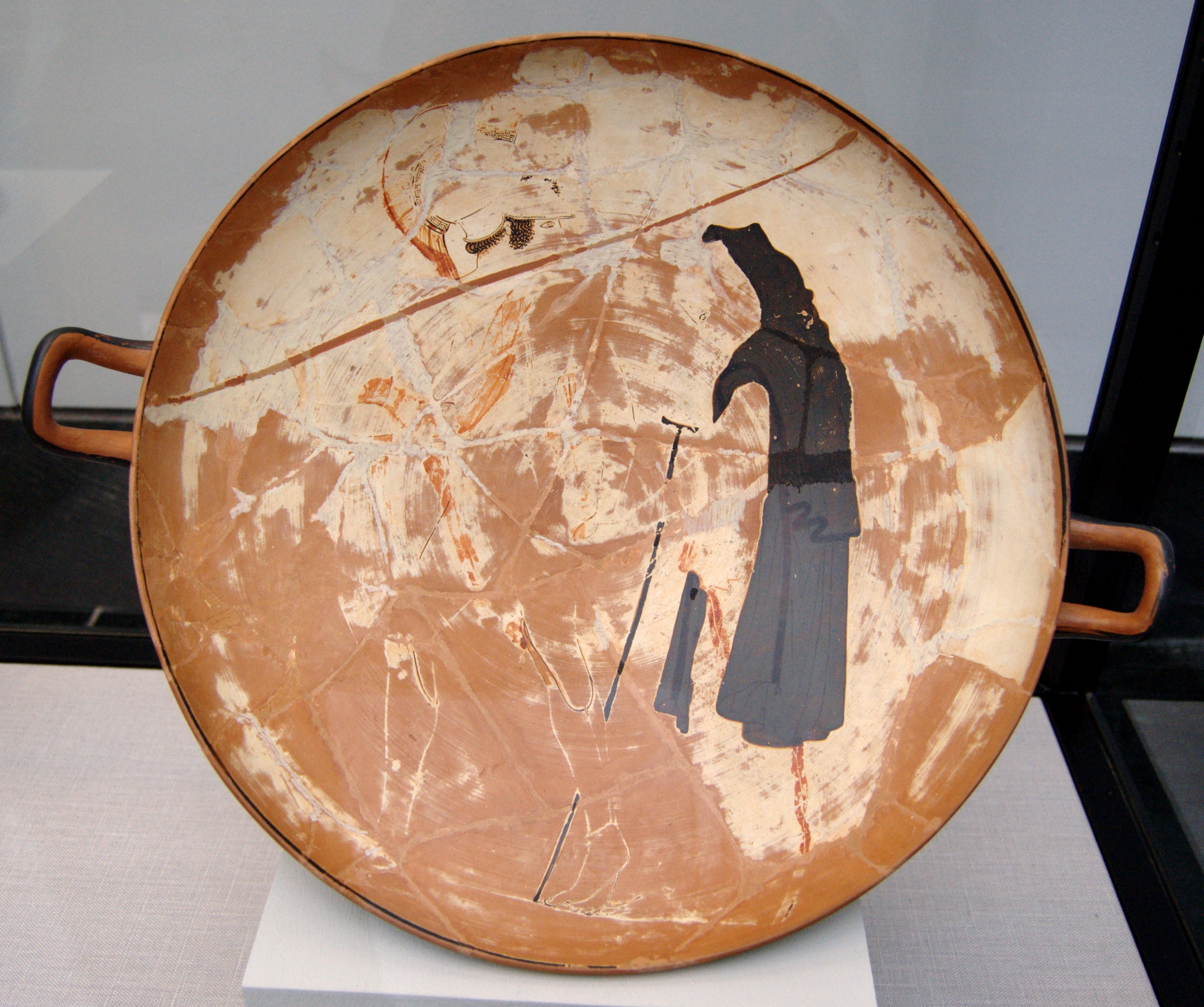
Demofonte (?) libera sua nonna Etra. Interno di una kylix attica a figure nere, 470-460 a.C., da Vulci (?), a Monaco, presso la Staatliche Antikensammlungen.

Sempre nell'Epitome è narrato che Demofonte s'innamorò di Filide, figlia del re di Tracia, la quale divenne sua moglie e gli portò in dote il regno. Demofonte però, desideroso di rivedere Atene, partì con la promessa di tornare. Filide gli diede uno scrigno nel quale mise degli oggetti sacri alla Grande Madre Rea e gli disse di aprirlo soltanto se non fosse potuto tornare.
Dimentico della promessa, Demofonte si stabilì a Cipro e passato il tempo stabilito per il ritorno, Filide maledisse Demofonte e si uccise.
Tempo dopo Demofonte aprì lo scrigno e terrorizzato da ciò che vi vide fuggì a cavallo, ma inciampando cadde sulla sua spada e morì trafitto.